# Aluminotermija
Aluminotermija je redukcija metalnih oksida u smjesi s aluminijskim prahom. Završni je korak u dobivanju teškoreducirajućih metala s visokim talištem (npr. krom, mangan) iz ruda. Reakcija se potiče inicijatorima (npr. smjesa aluminijeva (ili magnezijeva) praha i kalijeva klorata), a tijekom redukcije postižu se temperature više od 2000 °C.

Zbog tako visoke temperature, aluminotermija je primjenljiva i kao zavarivački postupak (npr. za spajanje željezničkih tračnica).